# Jacques Boisgallais
 (octobre 2019).
Si vous disposez d'ouvrages ou d'articles de référence ou si vous connaissez des sites web de qualité traitant du thème abordé ici, merci de compléter l'article en donnant les références utiles à sa vérifiabilité et en les liant à la section « Notes et références ».
Jacques Boisgallais est un compositeur français né le 9 août 1927 au Mêle-sur-Sarthe (Orne) et mort le 26 novembre 2021 à Clarens (Suisse).

## Biographie
C'est à l’Institution Saint-Paul de Mamers (Sarthe) que Jacques Boisgallais suit ses études secondaires. Très tôt il s’initie à l’orgue puis au piano en prenant des cours auprès de Lucette Descaves. Son goût pour la musique l’encourage à quitter le foyer familial pour la capitale où il entreprend des études supérieures de musique. Admis en 1948 au Conservatoire de Paris, il suit les classes de Marcel Samuel-Rousseau (harmonie), de Simone Plé-Caussade (contrepoint et fugue), de Darius Milhaud et de Jean Rivier (composition) et remporte de nombreux prix (harmonie, contrepoint, fugue et composition). 
Dès 1949, il compose une Sonate pour piano en hommage à Albert Roussel (inédit). Ses premières œuvres laissent apparaître une certaine prédilection pour la dynamique du discours par la construction contrapunctique. À cette époque Albert Roussel, Igor Stravinsky et Bartók l’inspirent davantage que Debussy ou Ravel. Le cycle des Quatuors de Bartók, entendu au lendemain de la guerre, de son propre aveu le marquera profondément et l’incitera à cette recherche de la diversité avec une richesse de la palette sonore dans la force du propos. 
Au début des années 1950, en compagnie de quatre autres jeunes compositeurs d’esthétiques diverses (René Maillard, Pierre Doury, Bernard Wahl alors directeur de l’Orchestre de chambre de Versailles, et le canadien Clermont Pépin venu en France pour achever ses études de composition), il fonde le groupe Pentacorde. Le 16 mars 1953 il fait sa première apparition en public à la Salle Cortot de l’École normale de musique de Paris où fut notamment interprété un Trio d’anches de sa composition. C’est toujours dans le cadre des concerts du Pentacorde que suivirent une Sonate no 3 pour piano (Monique Duphil, ENM, 12 décembre 1953, Ed. Eschig), une Sonate à deux pour violoncelle et piano (Françoise Evelie et Chantal Auber, ENM, 31 mars 1955, Ed. Eschig), une mélodie pour baryton et piano : Chant de mort d’Uryen (Jacques Villisech et Chantal Aubert, ENM, 31 mars 1955, inédit).
Dans le même temps il est organiste titulaire de l’église Notre-Dame Auxiliatrice de Clichy (Hauts-de-Seine). Derrière ses claviers il se livre intensément à l’improvisation c’est-à-dire, à ses yeux, à la pratique de l’écriture orchestrale en temps réel. Une grande liberté de langage caractérise ses premières œuvres parmi lesquelles on trouve une page composée spécialement pour orgue (1953) : Sonate en trio (inédit). 
Lauréat de nombreux grands prix de composition, Jacques Boisgallais est nommé en 1957 musicien-metteur en ondes à la radiodiffusion française qui deviendra plus tard la Maison de Radio France. C’est à cette époque qu’il compose sa Symphonie concertante pour violon et orchestre, qui deviendra en 1999 le Concerto pour violon et orchestre (inédit). Cette période marque un tournant dans le propos musical du compositeur par un infléchissement du style et du langage au profit du développement thématique, devenu pour lui principe essentiel de composition. Il y voit « la volonté de sortir du confort des formes traditionnelles pour exprimer les variations d’une vie intérieure, ou le classicisme et l’expression romantique ne s’opposent pas mais au contraire deviennent complémentaires. »
Responsable des retransmissions de l'Orchestre national de France et de l’Orchestre philharmonique de Radio France, son activité à Radio France (enregistrement de concerts radiophoniques, retransmissions de festivals, tournées d’orchestres, élaboration de disques) sera marquée par de prestigieuses collaborations : Charles Münch, Otto Klemperer, Hermann Scherchen, Eugen Jochum, Leonard Bernstein, Lorin Maazel… Il côtoie également d’éminents compositeurs : André Jolivet, Darius Milhaud, Paul Hindemith, Olivier Messiaen, Maurice Ohana, Luigi Dallapiccola, Witold Lutosławski, Dmitri Chostakovitch et bien d’autres encore. 
Tout au long de sa carrière radiophonique, Jacques Boisgallais n’a de cesse de composer. Il se met à l’œuvre à chaque fois que son emploi du temps le lui permet. Entre 1960 et 1970, il écrit, sur commande, plusieurs partitions d’illustration musicale radiophonique (L’Homme et la Sirène, Neuf métamorphoses d’Ovide, Le Gendre…), ainsi qu’une pièce pour ensemble instrumental intitulée Cercles II (inédit), créée à la Salle Gaveau le 28 mars 1962 par Jacques Bondon à la tête de l’Orchestre de chambre de musique contemporaine, une œuvre pour ondes Martenot, percussion et cordes : Relation 12 (inédit), donnée en première audition à la Maison de la Radio le 8 février 1967 par Robert Quattrochi et l’Orchestre de chambre de l’O.R.T.F., et des pages symphoniques : Cantus tractus pour orchestre (1969, Éditions Transatlantiques), créé le 7 juin 1969 par l’Orchestre philharmonique de l’O.R.T.F., Symphonie no 2 " Les Ombres " (1970, Ed. Billaudot), commandée par Pierre Petit, créée l’année suivante par l’Orchestre national de France, sous la direction de Pierre-Michel Le Conte, qui lui vaut le Grand Prix musical de la Ville de Paris.
Du bouillonnement expérimental des années 1970 émerge un curieux quatuor « Les Distances » (inédit), une pièce pour alto, hautbois, trompette et trombone, sorte d’essai de musique où les interprètes se déplacent et évoluent dans un espace microphonique variable. Créé le 27 juillet 1978 à France Musique ce quatuor est resté exclusivement radiophonique. La même année le compositeur et chef d’orchestre Max Deutsch, fondateur des grands concerts de la Sorbonne lui commande un quatuor à cordes qui sera son « Quatuor no 2 » (inédit) basé sur le principe de séquences aléatoires. Une révision en 2001 en facilitera son exécution par une réécriture plus traditionnelle qui en fixe les rapports instrumentaux. 
Suivront Musique pour violon et alto (1982-1996, Ed. Eschig), Variations lyriques pour orchestre à cordes (1983, créées en 1956 par l’Orchestre de chambre de Toulouse, Ed. Eschig) et Sextuor à cordes (1989-1990, commande de Radio France, créé à la Salle Gaveau le 20 janvier 1990 par le Sextuor de Vienne, Ed. Eschig).
En 1989, Jacques Boisgallais cesse ses activités de metteur en ondes à Radio France pour se consacrer exclusivement à la composition et à la révision de certaines œuvres de jeunesse. Parmi celles-ci Sonate à deux pour violoncelle et piano, 1954-1995; Sonata breve pour deux violoncelles et piano, 1956-1995; Sonate no 3 pour piano dédiée à Jean Rivier, 1953-1996; Toccata pour deux piano (inédit), 1957-1997; Symphonie no 1 pour orchestre à cordes dédiée à Darius Milhaud, 1959-1996, Ed. Eschig; une pièce pour ensemble instrumental Cercles II, 1962-1997. En 2000, il revoit sa suite concertante pour instruments à vent, piano, ondes Martenot et percussion, Musique pour Divonne dédiée à Georges Auric, une commande du festival créée le 29 juin 1959 au théâtre de Divonne par Pierre Colombo à la tête de l'Orchestre de chambre de Genève (inédit).
D'autres compositions, nécessitant un large déploiement orchestral, viennent compléter l'œuvre: Vexilla régis, 1995 - Ed. Eschig; Rituel symphonique, 1995 pour le centenaire de la mort d'Anton Bruckner, Ed. Eschig; Dies Irae, 1998 (inédit). La musique de chambre figure également au catalogue du compositeur : Moderato tranquillo pour tuba et piano (Billaudot, 1992), Chaconne pour violoncelle et piano, écrite en mémoire de Paul Hindemith (1995-1997, inédit), créée à Paris, Temple St-Marcel, le 16 novembre 2000 par Guy Bonnemain et Gérard Saint-Guirons, une nouvelle Sonate pour piano (2000, inédit), un Trio pour piano, violon et violoncelle, dédié à Alain de Chambure (2001, inédit), un Duo pour violon et violoncelle (2001), créé à Paris le 16 mars 2002 par Jean-Claude Bouveresse et Onana Unc (2001), Fuocoso I pour violoncelle (2001, inédit), créé à Nancy le 29 septembre 2002 par Paul Boufil et Fuocoso II pour alto (2002, inédit), Vexilla pour ondes Martenot et quatuor à cordes (2002, inédit) et un Divertimento pour clarinette si b, violon, violoncelle et piano (2002, inédit).
Deux périodes marquent l’œuvre du compositeur qui s’est tout d’abord reconnu dans la tradition de la musique française (Chabrier, Satie, Roussel, Le Groupe des Six) avec l’influence de Stravinsky et de Bartók puis, par l’intermédiaire de ce dernier, a noué des liens avec les grandes architectures romantiques de Brahms, Bruckner, Mahler, jusqu’à Strauss et Chostakovitch. Sa liberté de langage puise sa créativité dans un refus de la tonalité sous son aspect harmonique au profit de son aspect mélodique qu’il associe à l’usage des modes et un atonalisme où chaque son à une valeur équivalente. Des chocs d’intervalles (quartes augmentées, neuvièmes mineures…) et de son attirance pour le contrepoint naît la qualité expressive de ses motifs. 
Sur le plan formel, Jacques Boisgallais préfère depuis longtemps les œuvres d’un seul tenant ; il choisit ses thèmes en fonction de leur potentiel de développement psychologique et formel, susceptibles d’être exploités jusqu’à épuisement. Le thème principal s’entoure de motifs secondaires assez proches qui vont se fondre avec lui ou au contraire provoquer une réaction violente de sa part, engendrant des contrastes et des variations dynamiques. Le motif évolue jusqu’à sa fin, comme « un évanouissement dans le silence ou une projection violente contre le mur du silence » (Jacques Boisgallais). C’est donc dans un souci de synthèse et de cohérence d’expression que certaines œuvres de la première période ont été scrupuleusement révisées. Ainsi se réalise l’unité de toute une œuvre parvenue à maturité.
Jacques Boisgallais est l’auteur d’une cinquantaine d’œuvres pour grand orchestre, ensemble instrumental et musique de chambre.
Une association loi de 1901 créée en 2007 « Les amis de Jacques Boisgallais » a pour objet de « contribuer à faire mieux connaître l'œuvre du compositeur en aidant à sa diffusion par le concert, le disque, l'édition, la publication d'études diverses et une médiatisation appropriée ». Comité d'Honneur : Henri Dutilleux, Charles Chaynes, Gilles Cantagrel, Nicolas Bacri. 
Jacques Boisgallais meurt le 26 novembre 2021 à Clarens, en Suisse, sans avoir pu achever la musique pour la pièce d'Olivier Dhénin, Waldstein, d'après un motif de la cantate n°27 de Bach : Wer weiß, wie nahe mir mein Ende? (Qui sait combien ma fin est proche ?).

## Œuvres
- Sonate pour piano, 1949
- Sonate pour piano n° 2, 1950, révisée en 2008
- Sonate pour piano n° 3, 1953
- Sonate à deux pour violoncelle et piano, 1955
- Chant de mort d’Uryen, mélodie pour baryton et piano, 1955
- Concerto da Socoa pour orchestre à cordes, créé par l’Orchestre de chambre de la Radio, sous la direction de Tony Aubin, 1955
- Sonata breve pour deux violoncelles et piano, 1956-1995
- Toccata pour deux pianos, 1957-1997-2007
- Symphonie n°1 pour orchestre à cordes, 1957-1996
- Quatuor à cordes n°1, 1958
- Symphonie concertante pour violon et orchestre, 1960, révisée en 1999 sous le titre Concerto pour violon et orchestre
- Musique pour Divonne, créée en 1959 par l'Orchestre de chambre de Genève, révisée en 2000
- Quatuor à cordes n° 2, 1960, version définitive créée par le Quatuor Sirius en 2009
- Cercles II pour ensemble instrumental, 1962-1997
- Relation 12 pour ondes Martenot, percussion et cordes, 1967
- Cantus tractus pour orchestre, créé le 7 juin 1969 par l’Orchestre philharmonique de l’O.R.T.F
- Symphonie n° 2 "Les Ombres ", créée par l'Orchestre national de France, 1970
- Musique pour violon et alto, 1982-1996
- Variations lyriques pour orchestre à cordes, 1983
- Sextuor à cordes, 1989-1990, commande de Radio France, créé à la Salle Gaveau le 20 janvier 1990 par le Sextuor de Vienne
- Moderato tranquillo pour tuba et piano, 1992
- Vexilla regis pour orchestre, 1995
- Rituel symphonique pour orchestre,1995
- Chaconne pour violoncelle et piano, 1995-1997
- Dies irae pour orchestre, 1998
- Duo pour violon et violoncelle, 2001
- Fuocoso I pour violoncelle, 2001
- Fuocoso II pour alto, 2002
- Quatuor pour clarinette si b, violon, violoncelle et piano, 2002
- Sonate n°1 pour violon et piano, 2003
- Sonate n°2 pour violon et piano, créée par Geneviève Laurenceau et Lorène de Ratuld, 2004
- Fable pour baryton et quintette à cordes, d'après La Fontaine, 2005
- In Memoriam John Downey pour 2 contrebasses, 2005
- Jeu de modes pour 2 violons, 2005
- Ellénore, musique de scène pour voix d'enfant, soprano et quatuor à cordes pour le drame d'Olivier Dhénin, 2006-2007
- Fantasiestück pour hautbois d'amour et piano, 2006
- Trio-passacaille pour violon, violoncelle et piano, 2007
- Sonnets pour chœur mixte, cor et trio à cordes sur des poèmes d'Olivier Dhénin ("Le Cadran lunaire") et Paul Verlaine ("Sagesse"), 2007
- Sonate pour alto et piano, créée en 2007 à la Maison de la Radio par Elisabeth Balmas et Jean-Hisanori Sugitani
- Sonate pour piano n° 4, 2007
- Dixtuor pour quintette à vent et quintette à cordes, 2008
- Suite pour Sophian, musique de scène pour Ricercare d'Olivier Dhénin pour clarinette, euphonium et trio à cordes, 2008-2009
- Sonata da camera d'après la Suite pour Sophian pour clarinette, violon, alto et violoncelle, 2009
- Sonate n° 3 pour violon et piano, 2009
- Variations & thème sur un choral de Bach "Nun komm der Heiden Heiland", musique de scène pour Cendres d'Olivier Dhénin pour clarinette, euphonium et trio à cordes, 2010
- Lied pour soprano, violon concertant et orchestre de chambre d'après une musique d'Hugo Wolf sur un poème de Joseph von Eichendorff, 2011, création mondiale par Gabriel Tchalik (violon), Laurence Faricier (soprano), et l'orchestre de l'Académie lyrique de Rochefort dirigé par Alexander Merzyn, Rochefort. Version corrigée en 2012, création par Gabriel Tchalik (violon), Lilya Nikitchuk (soprano) et l'Orchestre philharmonique de Lviv dirigé par Jean-Jacques Kantorov à Lviv (Ukraine). Création française par Alexandra Soumm (violon), Céline Laly (soprano) et l'orchestre des jeunes des Conservatoires de Lorient, Nantes et Brest dirigé par Pierre Thibout, Théâtre de Lorient - Centre dramatique national de Bretagne, 2014.
- Sonate n° 2 pour violoncelle et piano, 2012
- Quatuor à cordes n° 3, 2012
- Cantus ostinatus pour alto et piano, 2012
- Duo pour clarinette en si b, 2013
- Cordelia, sept intermèdes pour quatuor à cordes d'après des motifs de Claude Debussy, musique de scène pour la pièce d'Olivier Dhénin, Cordelia-requiescat, 2013
- Trio pour violon alto et piano, 2015
- Quatuor à cordes no 4, 2016
- Quintette à cordes pour deux violons, deux altos et violoncelle, 2017
- "Cinq pièces brèves" : Quatuor à cordes no 5 (co-commande ProQuartet et Radio France), création par le Quatuor Tchalik au Festival de Radio-France Occitane Montpellier, Le Corum, juillet 2019

## Discographie
- Jeu de modes pour deux violons, in memoriam Béla Bartók : CD de 44 duos pour deux violons de Béla Bartók, et 3 hommages à Béla Bartók, commandes des deux violonistes Eric Crambes et François Payet-Labonne à 3 compositeurs français Nicolas Bacri, Jacques Boisgallais et René Maillard. Disques Triton (no 331145)

- Musique de chambre, CD d'enregistrements de concerts comprenant :
  - Sonate no 1 pour violon et piano - Geneviève Laurenceau et Lorène de Ratuld
  - Toccata pour deux pianos - Pjilippa Neuteboom et Zachary Deak
  - Trio Passacaille pour piano, violon et violoncelle - Lorène de Ratuld, Geneviève Laurenceau et Sébastien Van Kuijk
  - Divertimento pour clarinette, violon, violoncelle et piano - Jérôme Comte, Geneviève Laurenceau, Sébastien Van Kuijk et Lorène de Ratuld
  - Quatuor à cordes no 1 par le quatuor de l'Ensemble Syntonia

Éditions Le Chant du Monde (distribution Harmonia Mundi), janvier 2009.
- Quatuors n°2 et n°3 & Quintette à cordes - Quatuor Sirius et Sylvain Durantel (2e alto)

Disques Triton, juin 2020

## Récompenses
- Grand prix musical de la ville de Paris (1971) pour sa Symphonie no 2 Les Ombres ,
- Prix de composition du Festival International de Divonne (1958) avec son Quatuor à cordes no 1 (créé le 28 octobre 1958, Salle du Conservatoire de Paris, par le Quatuor Quattrochi, inédit).
- Prix Emmanuel Chabrier (1958)
- Prix Georges Auric (1957)
- Prix William Copley (Chicago, 1956)
- Prix d'harmonie (CNSM Paris)
- Prix de contrepoint (CNSM Paris)
- Prix de fugue (CNSM Paris)
- Prix de composition (CNSM Paris)